# Ramon Guillem (canonge)
Ramon Guillem (Montpeller (?) segle xii - Tarragona 1237) va ser canonge de la Seu de Tarragona i cambrer de Reus a partir de 1208, quan va substituir Ramon de Sant Llorenç. El Cambrer tenia una tercera part de la Senyoria de Reus, la residència al Castell del Cambrer i la totalitat de la senyoria i els delmes pel que fa al terme parroquial.
L'historiador reusenc Andreu de Bofarull diu que Ramon Guillem era "sobrino de la reina doña Maria de Montpelier, consorte del rey Jaime I" [sic]. En realitat Maria de Montpeller era la mare de Jaume I, i sembla que Ramon Guillem no era nebot de la reina i no pertanyia a la branca principal dels senyors de Montpeller. A l'època en què Ramon Guillem va passar a Catalunya, els dominis d'Alfons I arribaven a bona part d'Occitània, i el pas de la gent d'aquell país cap a la Catalunya Nova era molt freqüent.
El primer document que ens parla de Ramon Guillem a Reus és del març de 1193, i indica que era canonge de la Catedral de Tarragona. El 1199 tenia el càrrec d'obrer entre els canonges de la catedral. L'obrer era l'encarregat de les obres que es portaven a terme al claustre de la Seu tarragonina, impulsades per l'arquebisbe Ramon de Rocabertí, i en portava l'administració, a més de proporcionar eines, material i manutenció als treballadors. El 1208 va ocupar la Cambreria de Reus, quan la va deixar Ramon de Sant Llorenç per ser nomenat paborde. Durant aquells anys, i fins a 1214 els pobles del Camp van tenir discussions amb l'arquebisbe per qüestions de les imposicions o delmes que havien de pagar a l'església, fins al punt que a Riudoms, quan la vila es va negar a pagar mil sous que demanava l'arquebisbe, aquest envià homes de Tarragona per destruir Riudoms, i hi va haver alguns ferits. El bisbe Rocabertí va morir el 1215, i el va succeir Aspàreg de la Barca, que posà fi als litigis. Ramon Guillem va actuar conjuntament amb l'arquebisbe Aspàreg en la predicació als pobles de Prades, Arbolí, Cornudella, Gallicant i sobretot Siurana, davant l'afluència a aquestes comarques dels càtars escapats de la repressió a Occitània. El 1218 signava com a testimoni en una donació de l'arquebisbe Aspàreg a favor del prior de la Cartoixa d'Escaladei de totes les dècimes del Priorat per la predicació contra els heretges. Pel que fa a la seva senyoria de Reus, cap al 1225 va sostenir un llarguíssim plet contra el rector de la parròquia de la vila Ramon Esplugues, sobre el repartiment de les primícies, que era un dret exclusiu reservat a l'exercici de la cura d'ànimes. Es va portar el plet a l'arquebisbe, però el rector no va quedar satisfet i va recórrer la sentència a Roma, que va derivar el cas al bisbe de Lleida Berenguer d'Erill. Aquest va dictaminar cap al 1234 que de les primícies se n'havien de fer cinc parts, quatre pel rector i una pel cambrer. El 1229, el castlà de Reus Bernat de Bell-lloc (fill de Bernat de Bell-lloc) i la seva esposa Elisenda, alliberaven per pròpia iniciativa de les obres del Castell tots els habitants de Reus, amb el beneplàcit de Ramon Guillem. El 1230 Guillem, hereu del principat de Tarragona, va fer testament i Ramon Guillem en va ser un dels marmessors.
Va tenir un paper important, com a membre del Capítol Catedralici en el tema de la successió del bisbe Aspàreg de la Barca quan aquest va morir el 1233. Segons el procediment va ser elegit nou arquebisbe Berenguer de Palou, que era bisbe de Barcelona, però el papa Gregori IX va anul·lar aquesta elecció. Novament reunits, van elegir un nou arquebisbe, Gil Torres, que després seria cardenal protodiaca del títol de Sant Cosme i Sant Damià, però l'elecció també va ser anul·lada. Aleshores el Papa va nomenar Ramon de Penyafort, que no solament no va acceptar el càrrec, sinó que va aconseguir que es nomenés a Guillem de Montgrí, que era sagristà de Girona.
El 1236, Ramon Guillem va deixar la cambreria de Reus i va ser nomenat prior del capítol de Tarragona. A la cambreria el substituí Benet de Rocabertí. Ramon Guillem va morir el 20 de setembre de 1237.